# Mieczysław Kurzypiński
Mieczysław Kurzypiński (ur. 1 stycznia?/13 stycznia 1900 w Nasielsku, zm. 4 października 1920 pod Oranami) – polski harcerz, drużynowy pierwszej drużyny harcerskiej w Ciechanowie, plutonowy Wojska Polskiego, działacz niepodległościowy, kawaler Orderu Virtuti Militari.

## Życiorys
Urodził się 13 stycznia 1900 w Nasielsku, w rodzinie Tomasza i Filomeny (Honoraty) z Radwańskich. W latach 1912–1919 był uczniem Gimnazjum im. Z. Krasińskiego w Ciechanowie. W 1916 roku założył – wspólnie ze Stefanem Olszewskim, studentem Uniwersytetu Warszawskiego i Tadeuszem Wawrzyńskim, uczniem ciechanowskiego gimnazjum – pierwszą drużynę harcerską w tym mieście. Wkrótce został również komendantem hufca ciechanowskiego. Pod jego kierunkiem ciechanowscy harcerze brali udział w szeregu akcji niepodległościowych, m.in.:
- brali udział w ochronie dzwonów kościelnych z kościoła NMP i klasztoru przy kościele NMP, które armia pruska chciała skonfiskować na przetop (harcerze zdjęli i ukryli dzwony)[4]
- współorganizowali zamach na szefa policji pruskiej niejakiego Filtschka, komendanta posterunku Feldpolizei[4][5].

Był czołowym członkiem POW, pod koniec 1917 roku zorganizował i wyszkolił pluton POW, składający się z uczniów gimnazjum, w większości harcerzy. Na ich czele rozbrajał Niemców w ciechanowskich koszarach 11 listopada 1918 roku.
W lipcu 1920 roku na czele swoich podkomendnych zgłosił się ochotniczo do Wojska Polskiego. Służył wraz z nimi w 205 Ochotniczym Pułku Piechoty im. hetmana Jana Kilińskiego. Zginął tydzień po otrzymaniu orderu Virtuti Militari z rąk Józefa Piłsudskiego, od kuli litewskiej w czasie bitwy pod Oranami 4 października 1920 roku, wraz ze swym przyjacielem Modestem Lipowskim. Po śmierci został mianowany przez Naczelnictwo ZHP – „honorowym harcerzem Rzeczypospolitej”, a w wojsku mianowany sierżantem.

## Ordery i odznaczenia
- Krzyż Srebrny Orderu Wojennego Virtuti Militari nr 2901 – odznaczony osobiście przez Wodza Naczelnego Józefa Piłsudskiego w Grodnie 27 września 1920 roku[5][6]
- Krzyż Niepodległości z Mieczami[7]
- Krzyż Walecznych dwukrotnie, za męstwo i odwagę.
- Krzyż pamiątkowy „Wilno Wielkanoc 1919”[8]

## Upamiętnienie
- W kościele parafialnym pw. św. Tekli znajduje się tablica pamiątkowa ufundowana przez Bratnią Gromadę Harcerską[5].
- Na skwerze przy placu Kościuszki w Ciechanowie znajduje się pomnik Polskiej Organizacji Wojskowej. Jest to głaz granitowy zwieńczony orłem z rozpostartymi skrzydłami i tablica o treści: Bohaterom Polskiej Organizacji Wojskowej Ziemi Ciechanowskiej, którzy w obronie Ojczyzny pod wodzą Józefa Piłsudskiego w latach 1918–1920 polegli w akcji dywersyjnej: Różycki Zygmunt, uczeń gimnazjalny, zabity przez żandarmów dnia 16.X.1918 r., Śmietanko Stefan, handlowiec, rozstrzelany przez Niemców dnia 2.XI.1918 r., Trentowski Kazimierz, uczeń gimnazjalny, poległ w akcji dywersyjnej 18.X.1918 r. Na polu walk: Biedrzycki Władysław, uczeń szkoły technicznej, Bryl Józef, robotnik, Kurzypiński Mieczysław, uczeń gimnazjalny, Lipowski Leon, uczeń gimnazjalny, Małecki Wacław, mechanik, Obidziński Teofil, rzemieślnik, Oględzki Stefan, rolnik, Szymański Wacław, robotnik, Wiśniewski Antoni, rolnik, Żbikowski Wiktor, rolnik.[4].
- 3 września 2016 roku, w stulecie powstania pierwszej drużyny harcerskiej, odsłonięto przy ul. Harcerskiej w Ciechanowie pomnik „100-lecia harcerstwa w Ciechanowie”.
- 2 października 2020 roku na budynku I Liceum Ogólnokształcącego im. Zygmunta Krasińskiego w Ciechanowie została odsłonięta tablica upamiętniająca Mieczysława Kurzypińskiego.